# Ernst van der Beugel
Ernst Hans van der Beugel (Amsterdam, 2 februari 1918 – Den Haag, 29 september 2004) was een Nederlands econoom, topfunctionaris, diplomaat en politicus.

## Leven en werk
Van der Beugel studeerde economie aan de Universiteit van Amsterdam waar hij in 1941 afstudeerde. In 1966 promoveerde hij aan de Nederlandse Economische Hogeschool te Rotterdam.
Van der Beugel was van 8 januari 1957 tot 22 december 1958 voor de PvdA staatssecretaris van Buitenlandse Zaken (belast met Europese samenwerking). Daarvoor en kort daarna was hij topambtenaar op diverse ministeries. In 1959 werd hij plaatsvervangend president-directeur van de KLM, waarvan hij van 1961 tot 1963 president-directeur was. In 1966 werd hij benoemd tot buitengewoon hoogleraar aan de Universiteit Leiden met als leeropdracht Westelijke samenwerking na de Tweede Wereldoorlog. Hij ging met emeritaat in 1983.
Van der Beugel was tevens secretaris-generaal voor de Bilderbergconferenties in Europa en Canada.
Van der Beugel is getrouwd geweest met Maria van Bruggen met wie hij onder anderen de musicologe Aukelien van Hoytema kreeg en de vroeg overleden Zwitserse/Londense bankier Theo Max van der Beugel (1946-1986).

## Publicaties
- Albertine Bloemendal: Reframing the Diplomat. Ernst van der Beugel and the Cold War Atlantic Community. Leiden, Brill, 2018. ISBN 9789004359178 (Nederlandse samenvatting open beschikbaar)

- Bibsys: 90181903
- Biografisch Portaal: 57290491
- Digitale Bibliotheek voor de Nederlandse Letteren: beug010
- Gemeinsame Normdatei: 135830052
- International Standard Name Identifier: 0000 0001 0936 7085
- Library of Congress Control Number: n79058985
- Nationale Bibliotheek van Israël: 987007284508005171
- Nederlandse Thesaurus van Auteursnamen: 069532192
- Parlement.com: vg09llhfbuxx
- Système universitaire de documentation: 081105223
- Virtual International Authority File: 112690680
- WorldCat: E39PBJbtmyPVbp7mKKc9QFx7HC